# Dole pod Sveto Trojico
Dole pod Sveto Trojico so naselje v Občini Moravče.